# Perovo (Krasnoiarsk)
|  | Per a altres significats, vegeu «Perovo». |

Perovo (en rus: Перово) és un poble del krai de Krasnoiarsk, a Rússia, que en el cens del 2010 no tenia cap habitant. Pertany al districte de Balakhtà.